# Ensi
Ensi ali patesi  (sumersko klinopisno  EN.SI ali PA.TE.SI, (), ki morda pomeni gospodar orne zemlje, posojen v akadščino kot iššakkum) je sumerski naslov, s katerim so naslavljali vladarja ali princa mestne države. Naslov je prvotno morda pomenil neodvisnega vladarja, kasneje pa je pomenil vladarja, podrejenega lugalu (kralju ali cesarju).
V sumerskem zgodnjem  dinastičnem obdobju (okoli 2800–2350 pr. n. št.) se pomena sumerskih naslovov se EN, ENSI in LUGAL ne da jasno razločiti. Ensi je prvotno morda pomenil samo vladarje Lagaša in Ume, ki so bili hkrati predstavniki zavetnega božanstva mestne države. V kasnejših obdobjih je bil ensi podrejen lugalu (kralju). Nekateri vladarji, na primer močni vladarji iz Druge lagaške dinastije, ki so bili po položaju lugali, so kljub temu obdržali naslov ensi. 
V času Tretje urske dinastije (okoli 2100-2000 pr. n. št.) je naslov ensi pomenil guvernerja province z velikimi pooblastili, ki je bil poleg upravljanja zadolžen tudi  za pobiranje davkov in sodstvo. Neodvisna zunanja politika in vojska sta bili ensijem prepovedani.  Ensije je imenoval, nadziral  in odpoklical urski lugal. Četudi je bil položaj ensija lahko deden, je moral vsakega naslednika potrditi kralj.
V mestni državi Ašur se je dedni vladar imenoval išakum, kar je akadska različica naslova ensi, medtem ko se je mestno zavetno božanstvo imenovalo šarum (kralj).
V uruškem obdobju (okoli 4100-2900 pr. n. št.) je bila sumerskih mestnih državah večina politične moči v rokah ensijev.